# Jure Petric
Jure Petric (* 24. März 1991 in Novo mesto) ist ein slowenischer Fußballspieler.

## Karriere
Petric wechselte zur Saison 2009/10 zum Zweitligisten NK Krško. Für Krško kam er in seiner ersten Saison zu 13 Einsätzen in der 2. SNL. In der Saison 2010/11 absolvierte er 19 Spiele, in der Saison 2011/12 13. Im April 2013 erzielte er bei einem 2:1-Sieg gegen den NK Dob sein erstes Tor in der zweithöchsten slowenischen Spielklasse. In der Spielzeit 2012/13 kam er zu zwölf Zweitligaeinsätzen. In der Saison 2013/14 spielte er 17 Mal für Krško in der 2. SNL und erzielte ein Tor. In der Saison 2014/15 kam er auf 21 Zweitligaeinsätze, in denen er drei Tore machte. Krško stieg zu Saisonende als Zweitligameister in die 1. SNL auf.
Sein Debüt in der höchsten Spielklasse gab er im Juli 2015, als er am ersten Spieltag der Saison 2015/16 gegen den NK Celje in der Startelf stand. In seiner ersten Erstligaspielzeit machte Petric 24 Spiele in der 1. SNL. Nach insgesamt 120 Ligaeinsätzen für Krško wechselte er zur Saison 2016/17 nach Österreich zum viertklassigen USV St. Anna. In drei Saisonen in der Landesliga kam er zu 88 Einsätzen. 2019 stieg er mit St. Anna in die Regionalliga auf.